# Withius simoni
Withius simoni är en spindeldjursart som först beskrevs av Luigi Balzan 1892.  Withius simoni ingår i släktet Withius och familjen Withiidae. Inga underarter finns listade i Catalogue of Life.